# Raymond Dirlès
Raymond Dirlès est un peintre et sculpteur français né à Montauban en 1941.

## Biographie
Ancien élève de l'École supérieure des beaux-arts de Toulouse, Raymond Dirlès, fortement influencé par l'abstraction lyrique, vit à Balignac (Tarn-et-Garonne). Il expose régulièrement en France et à l'étranger,.